# أغنية الغروب (فلم)
أغنية الغروب (بالإنجليزية: Sunset Song) هو فيلم درامي بريطاني تم إنتاجه في سنة 2015 وهو من إخراج تيرينس ديفيز وهو من بطولة أجينيس دين وبيتر مولان وكيفن غوثري. هذا الفيلم مبني على رواية أغنية الغروب لجيمس ليزلي ميتشيل. تم عرض الفيلم لأول مرة في مهرجان تورونتو السينمائي الدولي في سبتمبر 2015 وثم عرض لصالات السينما في ديسمبر 2015.

## القصة
تتكلم قصة الفيلم عن كريس غوثري وهي فتاة من قرية في أبيردشاير في اسكتلندا، هي كاتبة حساسة ومجدة في المدرسة، لكنها تلقى سوء المعاملة من والدها ألذي يقوم أيضاً بإيذاء أمها وأخوانها. تذهب كريس بعد ذلك لإكمال دراستها في الكلية لكن والدتها تخبرها بترك الكلية وبسبب معاناتها النفسية من والدها تخيفها من أن تكون ضحية اغتصاب. فتترك الكلية وتعود للعمل في المزرعة مع والدها وشقيقها. وفي إحدى الأيام وبسبب المعاناة النفسية لوالدتها جراء اغتصاب والدها المتكرر لها تنتحر بتسميم نفسها. بعد انتحار والدتها يتم إرسال اخويها الصغيرين التوأم للعيش عند خالتها، أما شقيقها الأكبر فيترك المزرعة ويذهب إلى أبردين. بعد ذلك تسوء حالة والدها الصحية أخيراً بسبب اكثاره بالشرب، وأثناء قيامه بمحاولة اغتصابها يموت. تسمع كريس بعد ذلك أن شقيقها قد تزوج وهاجر إلى الأرجنتين، فترث هي كل ممتلكات والدها، وتقرر الاحتفاظ بكل أملاكه. تتعرف بعد ذلك إلى إيوان والذي كان صديق لشقيقها ويقعان في الحب ويتزوجان ويعيشان في مزرعتها. بعد انجابها لولد يتم استدعاء زوجها إيوان للخدمة العسكرية أثناء الحرب العالمية الأولى. يتردد إيوان بالإلتحاق بالخدمة العسكرية في البداية، لكنه يعلم فيما بعد أن لا مفر له من ذلك. بعد التحاقه يعود في إحدى المرات إلى المزرعة ويتغير سلوكه نحو كريس، ويقوم بمعاملتها بقسوة ويقوم باغتصابها، لتبدأ تذكر قصة والدتها مع والدها فتحاول الابتعاد عن زوجها. يعود زوجها بعد ذلك إلى الحرب وثم تسمع بخبر مقتله، وثم تعلم من صديقه أنه تم اعدامه لمخالفته الواجب بعد محاولة زوجها الهرب لأجل رؤيتها.

## البطولة
- أجينيس دين بدور كريس غوثري
- بيتر مولان بدور جون غوثري والد كريس
- كيفن غوثري بدور إيوان تافيندل
- جاك غرينليس بدور ويل غوثري
- دانييلا نارديني بدور جينا غوثري
- يان بيري بدور تشاي ستراكان
- دوغلاس رانكين بدور لونغ روب
- مارك بونار بدور ريفيريند جيبور
- سيمون تايت بدور الدكتور ميلدروم
- نايل غريغ بورتون بدور جون بريغسون
- تريش مولين بدور ميلون عشيقة والدها
- جوليان نيست بدور سيمبل
- ليندا دونكن مكلولين بدور الخالة جانيت
- رون دوناشي بدور الخال توم
- جيم سويني بدور الواعظ
- هيو روس بدور مفتش المدرسة

## التقييم
حصل الفيلم على تقييم 81% من تقييم النقاد في موقع الطماطم الفاسدة، وأشاد النقاد بعمل المخرج تيرنس ديفيس فيه، فيما حصل على تقييم 50% فقط من تقييم الجمهور، وانتقد الجمهور أن الفيلم لم يعرض مناظر اسكتلندا في ذلك الزمن بشكل جيد.

## روابط خارجية
- مقالات تستعمل روابط فنية بلا صلة مع ويكي بيانات